# لافينييت

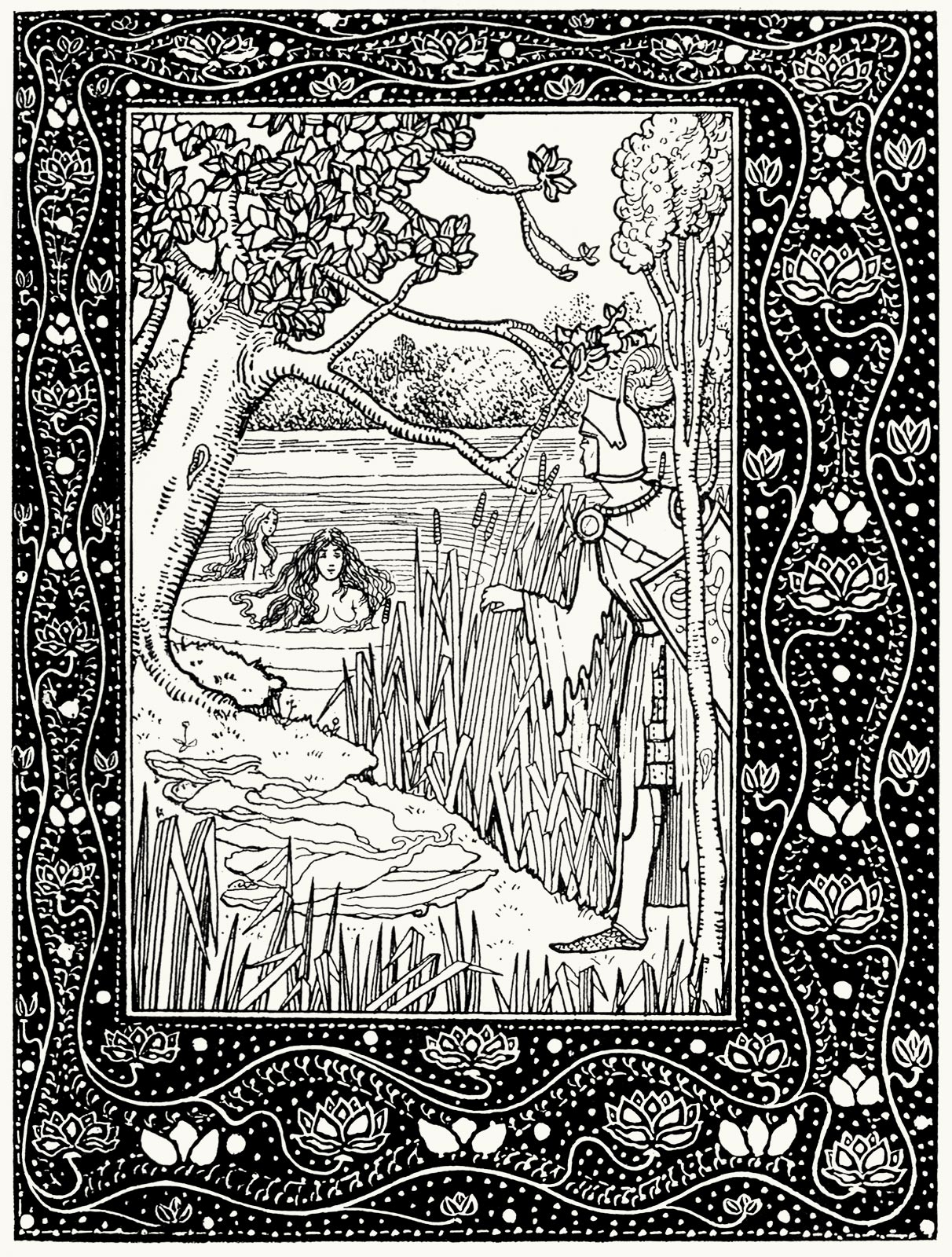
لافينييت من by وليام براون ماكدوغال

تطلق كلمة لافينييت (الملصق) في مجال التصميم الجرافيكي على الصور التوضيحية أو الفوتوغرافية القصيرة.
فعوض ن تكون حواف الصورة مستقيمة، تكون مغطاة بأعمال فنية زخرفية تتميز بمخطط فريد. وهذا مشابه لاستخدام الكلمة في التصوير الفوتوغرافي، حيث تكون حواف الصورة التي تم تظليلها غير خطية.

## طوابع بريدية
في بعض الحالات ومن أجل الحصول على الطوابع اللازمة بسرعة، تم تحويل الطوابع إلى ملصقات طبعة إضافية لتلبية الاحتياجات العاجلة مثل :
- حالة الشركة الكولومبية للملاحة الجوية التي حملت ملصقات بريدية تحمل عبارات دعائية للطيران متعددة الألوان للأطفال وذلك للحصول على أول طوابع لضريبة الطيران الكولومبي